# Xenopholis werdingorum
Xenopholis werdingorum là một loài rắn trong họ Rắn nước. Loài này được Jansen, Álvarez & Köhler mô tả khoa học đầu tiên năm 2009.